# Rankachite
La rankachite è un minerale.